# Liste der Naturdenkmale in Obermarchtal
| Naturdenkmale | Anzahl |
| ------------- | ------ |
| FND           | 12     |
| END           | 19     |
| Gesamt        | 31     |

Die Liste der Naturdenkmale in Obermarchtal nennt die verordneten Naturdenkmale (ND) der im baden-württembergischen Alb-Donau-Kreis liegenden Gemeinde Obermarchtal. In Obermarchtal gibt es insgesamt 31 als Naturdenkmal geschützte Objekte, davon 12 flächenhafte Naturdenkmale (FND) und 19 Einzelgebilde-Naturdenkmale (END).
Stand: 1. November 2016.

## Flächenhafte Naturdenkmale (FND)
| Name                                   | Bild | Kennung     | Einzelheiten                | Position | Fläche Hektar | Datum         |
| -------------------------------------- | ---- | ----------- | --------------------------- | -------- | ------------- | ------------- |
| Altarmteich mit Gehölz                 | BW   | 84250900020 | Obermarchtal                | ⊙        | 0,4           | 18. Nov. 1999 |
| Alter Weiher                           | BW   | 84250900004 | Obermarchtal                | ⊙        | 0,7           | 18. Nov. 1999 |
| Baumbestand im Klosterpark             | BW   | 84250900001 | Obermarchtal                | ⊙        | 2,6           | 18. Nov. 1999 |
| Donaualtarm „Tennenwiese“ mit Felswand | BW   | 84250900014 | Emeringen, Obermarchtal     | ⊙        | 5,4           | 18. Nov. 1999 |
| Donaualtwasser                         | BW   | 84250900013 | Obermarchtal                | ⊙        | 0,5           | 18. Nov. 1999 |
| Erlenwald mit Tümpel                   | BW   | 84250900006 | Obermarchtal, Untermarchtal | ⊙        | 0,4           | 18. Nov. 1999 |
| Feldgehölz mit ehemaliger Abbaugrube   | BW   | 84250900007 | Obermarchtal                | ⊙        | 0,4           | 18. Nov. 1999 |
| Feuchtgebiet an der Bahn               | BW   | 84250900021 | Obermarchtal                | ⊙        | 0,7           | 18. Nov. 1999 |
| Heide und Trockengebüsch               | BW   | 84250900017 | Obermarchtal                | ⊙        | 1,8           | 18. Nov. 1999 |
| Märzenbecherstandort                   | BW   | 84250900022 | Obermarchtal                | ⊙        | 2,6           | 18. Nov. 1999 |
| Steilwand der Sandgrube                | BW   | 84250900025 | Obermarchtal                | ⊙        | 0,0           | 18. Nov. 1999 |
| Trockenwald und Heide Jörgenberg       | BW   | 84250900015 | Obermarchtal                | ⊙        | 3,6           | 18. Nov. 1999 |
| Legende für Naturdenkmal               |      |             |                             |          |               |               |

## Einzelgebilde (END)
| Name                                                     | Bild | Kennung     | Einzelheiten                                             | Position | Fläche Hektar | Datum         |
| -------------------------------------------------------- | ---- | ----------- | -------------------------------------------------------- | -------- | ------------- | ------------- |
| 1 Birnbaum                                               | BW   | 84250900005 | Obermarchtal                                             | ⊙        | 0,0           | 18. Nov. 1999 |
| 1 Birnenhochstamm                                        | BW   | 84250900028 | Obermarchtal                                             | ⊙        | 0,0           | 18. Nov. 1999 |
| 1 Rotbuche (Weidbuche)                                   | BW   | 84250900016 | Obermarchtal                                             | ⊙        | 0,0           | 18. Nov. 1999 |
| 1 Rotbuche                                               | BW   | 84250900023 | Obermarchtal                                             | ⊙        | 0,0           | 18. Nov. 1999 |
| 1 Sommerlinde                                            | BW   | 84250900003 | Obermarchtal                                             | ⊙        | 0,0           | 18. Nov. 1999 |
| 1 Stieleiche am Ortsausgang Dietelhofen                  | BW   | 84250900030 | Obermarchtal                                             | ⊙        | 0,0           | 18. Nov. 1999 |
| 1 Stieleiche                                             | BW   | 84250900008 | Obermarchtal                                             | ⊙        | 0,0           | 18. Nov. 1999 |
| 1 Stieleiche                                             | BW   | 84250900009 | Obermarchtal Nicht mehr in der LUBW-Datenbank vorhanden. | ⊙        | 0,0           | 18. Nov. 1999 |
| 1 Stieleiche                                             | BW   | 84250900010 | Obermarchtal                                             | ⊙        | 0,0           | 18. Nov. 1999 |
| 1 Stieleiche                                             | BW   | 84250900011 | Obermarchtal                                             | ⊙        | 0,0           | 18. Nov. 1999 |
| 1 Stieleiche                                             | BW   | 84250900018 | Obermarchtal                                             | ⊙        | 0,0           | 18. Nov. 1999 |
| 1 Winterlinde an der Brücke (Mittenhausen)               | BW   | 84250900019 | Obermarchtal                                             | ⊙        | 0,0           | 18. Nov. 1999 |
| 1 Winterlinde (Friedenslinde) am Ortsausgang Dietelhofen | BW   | 84250900027 | Obermarchtal                                             | ⊙        | 0,0           | 18. Nov. 1999 |
| 1 Winterlinde (Friedenslinde) bei der Sandgrube          | BW   | 84250900026 | Obermarchtal                                             | ⊙        | 0,0           | 18. Nov. 1999 |
| 1 Winterlinde (Friedenslinde)                            | BW   | 84250900024 | Obermarchtal                                             | ⊙        | 0,0           | 18. Nov. 1999 |
| 1 Winterlinde im Pfarrgarten                             | BW   | 84250900031 | Obermarchtal                                             | ⊙        | 0,0           | 18. Nov. 1999 |
| 1 Winterlinde (Kaiserlinde)                              | BW   | 84250900002 | Obermarchtal                                             | ⊙        | 0,0           | 18. Nov. 1999 |
| 1 zweischäftige Stieleiche beim Keller                   | BW   | 84250900029 | Obermarchtal                                             | ⊙        | 0,0           | 18. Nov. 1999 |
| 3 Stieleichen                                            | BW   | 84250900012 | Obermarchtal                                             | ⊙        | 0,0           | 18. Nov. 1999 |
| Legende für Naturdenkmal                                 |      |             |                                                          |          |               |               |